# Каминский, Владимир Владимирович
Владимир Владимирович Ками́нский (род. 18 апреля 1950) — советский велогонщик, олимпийский чемпион олимпиады в Монреале 1976 года, чемпион мира 1977 года, серебряный призёр чемпионатов мира 1974, 1975, 1978 годов.

## Биография
Родился 18 апреля 1950 года в Минской области. Был третьим сыном в семье. Старшие братья — Леонид и Анатолий — тоже занимались велоспортом. Спортом занялся в 17 лет, на третьем курсе Минского электротехникума.
Тренеры – Л. М. Шелешнев, Л. С. Корбут.
В 1974 году впервые вошёл в состав сборной СССР по командным велогонкам на чемпионате в Канаде, где команда заняла второе место, уступив 2 секунды шведской сборной. В 1975 году команда с его участием вновь заняла второе место, уступив команде Польши.
В 1976 году команда, в которую входили он, россиянин Валерий Чаплыгин, украинец Анатолий Чуканов и эстонский спортсмен Ааво Пиккуус завоевала золото, обогнав команду из Польши на 20 секунд. Причём до начала гонки команде грозила дисквалификация из-за нарушения образца формы. После этого ещё несколько раз участвовал в различных соревнованиях, выиграл отборочные соревнования, но в состав сборной на Олимпиаду 1980 года в Москве не попал.
Окончил Белорусский государственный институт физической культуры (1980).
С 1996 года по 1999 год возглавлял тренерский штаб сборной Беларуси.
Женат, трое детей.